# 猪毛菜酚
猪毛菜酚（英語：Salsolinol，也称为去甲猪毛菜碱，分子式：C10H13NO2）是一种从多巴胺衍生的化合物，结构上是猪毛菜碱脱去两个O-甲基的化合物，它具有神经毒性。
它与一些多巴胺相关的疾病有关，如帕金森病和酒精依赖症。它既可在人体内合成，也能通过饮食摄入。